# Crinitz
Crinitz er en by i landkreis Landkreis Elbe-Elster i den tyske delstat Brandenburg. Den ligger i den sydlige del af staten og hører til Amt Kleine Elster (Niederlausitz) med sæde i Massen-Niederlausitz.